# پرینستورپ
پرینستورپ (به انگلیسی: Princethorpe) یک روستا و محله مدنی در بریتانیا است که در Rugby واقع شده‌است. پرینستورپ ۳۷۶ نفر جمعیت دارد.